# Condé
Condé é uma comuna francesa na região administrativa do Centro, no departamento Indre. Estende-se por uma área de 22,8 km². Em 2010 a comuna tinha 245 habitantes (densidade: 10,7 hab./km²).